# Тайна Кельтского Леса
Тайна Кельтского леса — исчезновение без следа 71 человека из 10-го батальона 1-й австралийской дивизии во время отвлекающей атаки на немецкие позиции в Кельтском лесу близ Пашендаля в Западной Фландрии в ходе битвы при Пулкапелле (9 октября 1917) Первой мировой войны. В официальных армейских отчетах говорится, что расследования не привели к выяснению судьбы 37 бойцов 10-го батальона. В немецких записях нет упоминаний о нападении, что привело к предположениям, что люди были убиты и похоронены в братской могиле. Некоторые исследователи связывают отсутствие записей о пропавших без вести с путаницей, неправильной отчетностью и технической ошибкой.

## Предыстория
10-й батальон 1-й австралийской дивизии был известен как «Грозный 10-й», название было дано за высокий боевой дух, проявленный в окопах Западного фронта. Двое из его членов были награждены Крестом Виктории во время кампании в Галлиполи, где они возглавляли австралийские силы при первоначальной высадке, а затем при обороне бухты Анзак.
После успеха в битве при Бродзейнде 4 октября 1917 года фельдмаршал сэр Дуглас Хейг, главнокомандующий британских экспедиционных сил (BEF) на Западном фронте, считал, что противостоящая немецкая 4-я армия близка к краху. Он принял решение о наступлении для захвата части хребта Пашендаль с последующей атакой, чтобы захватить остальную часть хребта Пашендаль; позже это событие стало известно как первая битва при Пашендале.
10-й батальон 1-й австралийской дивизии должен был совершить рейд на Кельтский лес. План состоял в том, чтобы 10-й батальон быстро вошёл в лес, взорвал немецкие блиндажи и отступил по сигналу ракеты. На северном фланге 10-го батальона 2-я австралийская дивизия должна была совершить крупную атаку, чтобы защитить фланг главных британских наступающих сил. Чтобы ввести немцев в заблуждение, будто атака была частью основного наступления, вместо обычной ночной атаки войска атаковали на рассвете, а обычный «шкатулочный заградительный огонь», используемый для защиты пехотных рейдов, был заменён ползучим заградительным огнем, используемым для атак. 9 октября в 5:20 начался обстрел, и семь офицеров и 78 человек из 10-го батальона под командованием 22-летнего лейтенанта Фрэнка Скотта двинулись вперед.

## Атака
Британские военные корреспонденты и австралийские газеты сообщили о нападении на Кельтский лес как о победе: хотя атака не удалась, немцы отступили через неделю, и лес стал ничейной землей.
Командир 10-го батальона подполковник Морис Уайлдер-Нелиган написал в своем отчете: «…затем последовало отчаянное столкновение, в ходе которого противнику были нанесены тяжелые потери…Я могу отчитаться только о 14 не раненных членах группы». По одним свидетельствам, только 7 человек вернулись к австралийским позициям, по другим — 14. Официальные армейские записи говорят о том, что 37 из 85 бойцов, участвовавших в нападении, пропали без вести.

В этот день лейтенант Скотт из 10-го батальона повел 84 бойца в рейд в тыл врага возле Бродзейнде. Группа вошла в Кельтский лес и более не возвращалась. Обширные расследования с тех пор не смогли полностью объяснить судьбу группы лейтенанта Скотта. В общей сложности 37 солдат до сих пор не учтены. Это величайшая тайна Австралийских имперских сил в Первой мировой войне.
Оригинальный текст (англ.)On this day LT Scott of 10 Bn led 84 men on a raid into enemy lines near Broodseinde. The main party was seen to enter Celtic Wood and were never seen again. Extensive investigations since that time have failed to fully account for the fate of LT Scott's party. A total of 37 soldiers are still not accounted for. This is the greatest mystery for the AIF in WW 1.

## Последствия
Австралийский военный корреспондент Чарльз Бин писал: «…операция закончилась катастрофически. О пропавших больше никогда не слышали. Их имен не было ни в одном списке военнопленных, полученном во время войны. После этого Комиссия по могилам не обнаружила никаких следов их тел». Немецкие военные записи не содержали упоминания о нападении, что заставило некоторых историков предположить, что они были убиты немецкими войсками и похоронены в тайной братской могиле. В попытках объяснить эту тайну было опубликовано минимум шесть книг. Многие профессиональные историки неправильно истолковали доклад Уайлдера-Нелигана (и тех, кто выжил), что только 14 солдат из 85 были учтены, и судьба 71 пропавшего без вести бойца широко обсуждалась. Фактически, число «пропавших без вести» включало людей, тела которых не были найдены, но о смерти которых сообщили выжившие. Неизвестно, сколько раненых вернулось, однако из двусмысленных официальных отчетов следует, что в общей сложности из 48 непострадавших, раненых и убитых в ходе боевых действий фактически пропали без вести лишь 37 человек. Помимо предположений о судьбе 37 пропавших без вести лиц, до сих пор остается загадкой, почему не удалось найти останков погибших.
Возможно, из-за названия леса и тайны, окружающей пропавших без вести людей, были разговоры о сверхъестественных причинах инцидента.

### Объяснения
Ожидалось, что заградительный огонь, прикрывающий атаку, будет очень мощным, в то время как на деле он был лёгким и рассеянным, когда 10-й батальон продвигался на 180 метров (200 ярдов), отделяющих Кельтский лес от австралийских траншей. Пересеченная местность состояла из пней, кратеров бомб шириной в несколько метров и, из-за сильного дождя в предыдущие дни, грязи, которая местами была по колено. К тому же 10-й батальон дважды на прошлой неделе совершил нападение на Кельтский лес, в результате чего немцы укрепили позиции и установили больше пулемётов. Лейтенант Скотт приказал атаковать немецкую траншею, пока сам вёл группу солдат вокруг фланга, чтобы атаковать сзади. Несмотря на численное превосходство противника, Скотт добился успеха, и немецкие войска начали отступать, как только были обстреляны с тыла. Немецкие подкрепления быстро прибыли и вступили в рукопашный бой с австралийцами, оттеснив их назад, в то же время немецкая артиллерия открыла огонь, заграждая ничейную землю и сделав отступление невозможным. В течение короткого времени все офицеры были убиты или ранены, а сержант Уильям Коул попытался выстрелить сигнальной ракетой, но был убит, и выжившие оказались брошены на произвол судьбы.
В 2008 году исследователи Крис Хеншке и Роберт Керни утверждали, что разгадали тайну. Анализируя отчеты о действиях, дневники военных лет и свидетельские показания, которые можно было бы проверить, они полагали, что объясняли судьбу пропавших без вести людей, приписывая тайну туману войны, бюрократическим ошибкам и неправильным сообщениям. Изучение оставшихся записей заставило исследователей полагать, что резня была маловероятной, поскольку англичане начали артиллерийский обстрел позиции, препятствуя немецким войскам преследовать отступающих австралийцев. В то же время немецкий артиллерийский обстрел продолжался, препятствуя отступлению австралийцев. Оказавшись в заграждениях, 37 пропавших без вести солдат, вероятно, были убиты в результате обстрела, и вместе с телами тех, кто ранее был убит в результате нападения, не осталось никаких останков, которые можно было бы опознать.
Хеншке заявил:

…вылазка не была большой тайной — это была просто вылазка с очень высокой пропорцией потерь… это история типичных действий небольшого подразделения, которая пошла неправильно.
Оригинальный текст (англ.)...the raid wasn't a great mystery, but it was simply a raid with a very high proportion of casualties... It is a story of a typical small unit action that went wrong.